# Trypauchenichthys typus
Trypauchenichthys typus är en fiskart som beskrevs av Bleeker, 1860. Trypauchenichthys typus ingår i släktet Trypauchenichthys och familjen smörbultsfiskar. Inga underarter finns listade i Catalogue of Life.